# Teiche an der Ziegeleistraße
Die Teiche an der Ziegeleistraße sind ein geschütztes, flächenhaftes Naturdenkmal auf dem Gebiet der Stadt Norden im niedersächsischen Landkreis Aurich in Ostfriesland. Es trägt die Nummer ND AUR 00126.

## Beschreibung des Gebietes
Das am 16. März 1990 ausgewiesene flächenhafte Naturdenkmal liegt inmitten von landwirtschaftlichen Nutzflächen nördlich der Ziegeleistraße in Westermarsch I, einem Ortsteil von Norden. Das Feuchtgebiet mit seinen beiden Stillgewässern ist künstlichen Ursprungs. Es entstand durch den Abbau von Klei zur Abdeckung des Seedeiches und wurde anschließend nach Naturschutzgesichtspunkten hergerichtet. Heute prägen die beiden Teiche mit eingefügten Inseln sowie Buchten und Landzungen das Gebiet. Um die Wasserflächen herum finden sich Brachflächen mit Trockenmauern und Reisighaufen. Der Landkreis stellte das Gebiet wegen seiner Bedeutung als Lebensraum für angepasste Tier- und Pflanzenarten der deichnahen Landschaft, wegen seiner Funktion als Rast- und Nahrungsbiotop für Wasser- und Watvögel sowie Teil eines Biotopverbundsystems im deichnahen Bereich unter Schutz.
Als besondere Gefahren für das Gewässer sieht der Landkreis die Ausbreitung standortfremder Pflanzen, die Verlandung der Flachwasserzonen sowie den Eintrag von Nährstoffen aus den angrenzenden landwirtschaftlichen Nutzflächen.
Dem will der Landkreis mit dem Pflegeschnitt der Brachflächen sowie der Anpflanzung von Kopfweiden im äußeren Randbereich der Fläche entgegenwirken.